# St. Andrew’s House

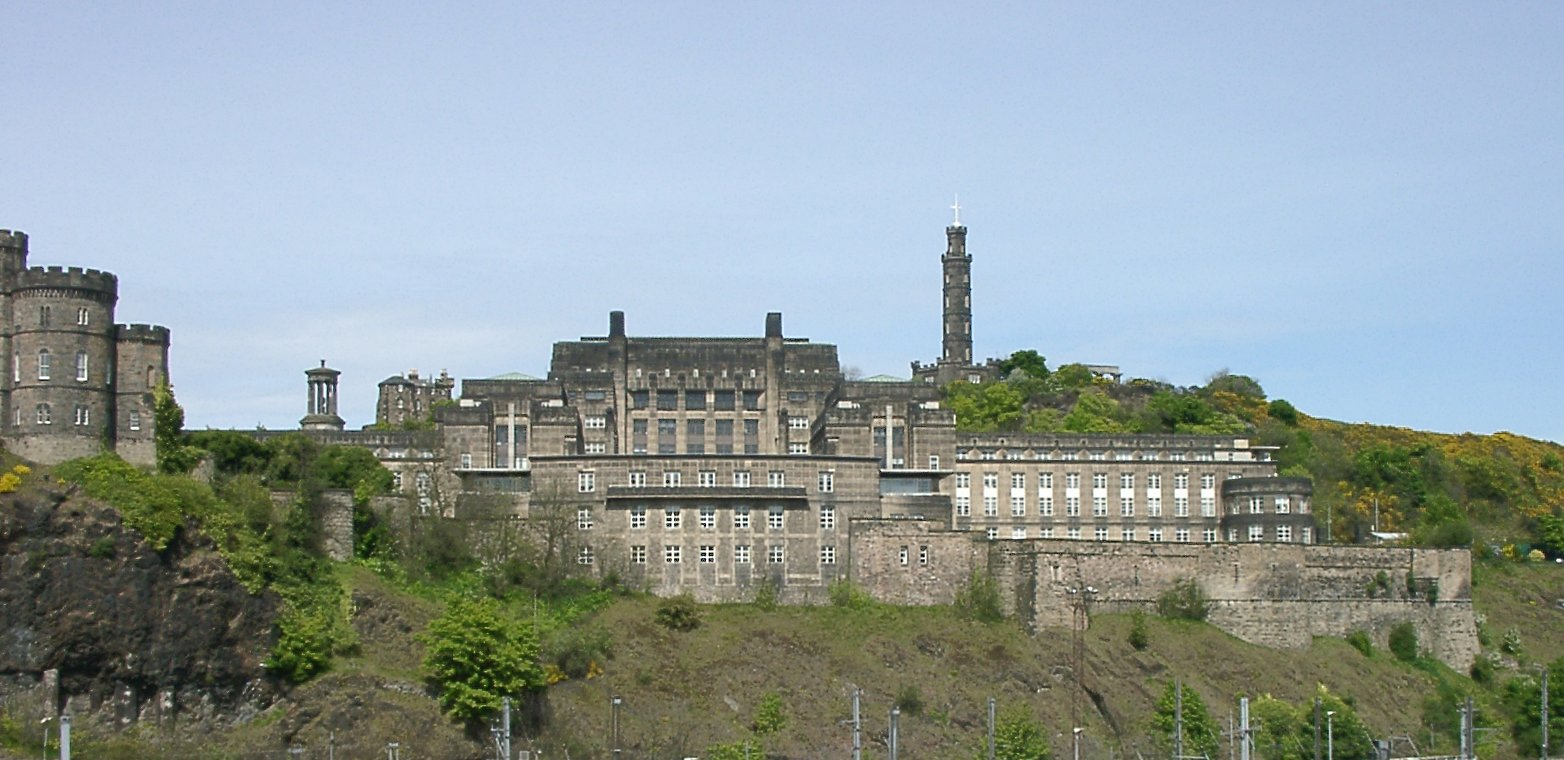
St. Andrew’s House auf dem Calton Hill

Das St. Andrew’s House in der Regent Road auf dem Calton Hill in Edinburgh gehört zur Kategorie A denkmalgeschützter Gebäude. Es ist seit 1999 Sitz des Büros des Ersten Ministers von Schottland und der Schottischen Regierung.

## Geschichte
St. Andrew’s House wurde in den 1930er Jahren auf den Resten des früheren Gefängnisses Calton jail errichtet.
Als der Ruf nach home rule, einer eigenständigen Regierung für Schottland, in den 1920er Jahren immer lauter wurde, setzte die britische Regierung 1928 einen Secretary of State for Scotland mit dem Rang eines Kabinettsmitgliedes ein. Im Zuge dieses ersten Schrittes in Richtung devolution, der verwaltungsmäßigen Loslösung von London, wurde ihm die Leitung der Bereiche Gesundheit, Landwirtschaft und Erziehung in Schottland übertragen. Dieser Minister hatte seinen Sitz im neu erbauten St. Andrew’s House in Edinburgh.

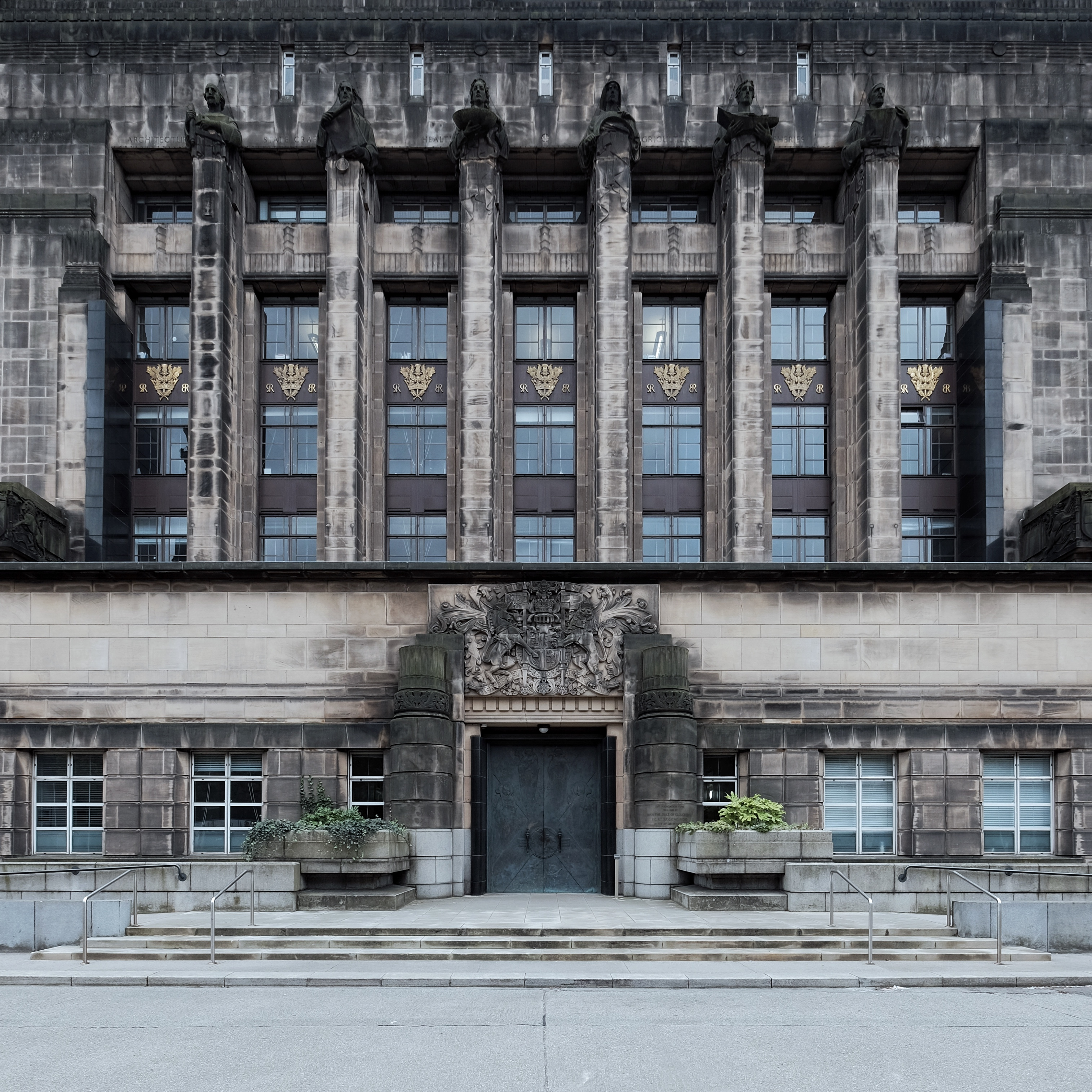
Haupteingang

In einem Referendum in Schottland 1997 stimmten 74 % der Wähler für eine Teilautonomie Schottlands (engl. devolution), aufgrund dessen am 6. Mai 1999 nach 300 Jahren wieder ein Schottisches Parlament gewählt wurde. Das Parlament wählt einen Ersten Minister (First Minister) als Leiter der schottischen Exekutive, dessen Büro seit 1999 St. Andrew’s House als Sitz hat. Ab 2001 wurden die Gebäude restauriert.

## Architektur
Das Art-déco-Gebäude wurde von Thomas S. Tait vom Architekturbüro Burnet, Tait and Lorne, architects entworfen. Der Bau begann im November 1935 und wurde 1939 fertiggestellt.